# Legemsdel
En legemsdel er en del af kroppen, det kan f.eks. være arme, ben og hoved, mens det, man har inde i kroppen (f.eks. tarme, nyrer og lever) typisk kaldes organer. Hvis man har fået amputeret en legemsdel, kan man få såkaldte fantomsmerter. Hvis man mangler en legemsdel, kan man få brug for et hjælpemiddel.